# Stadtgraben

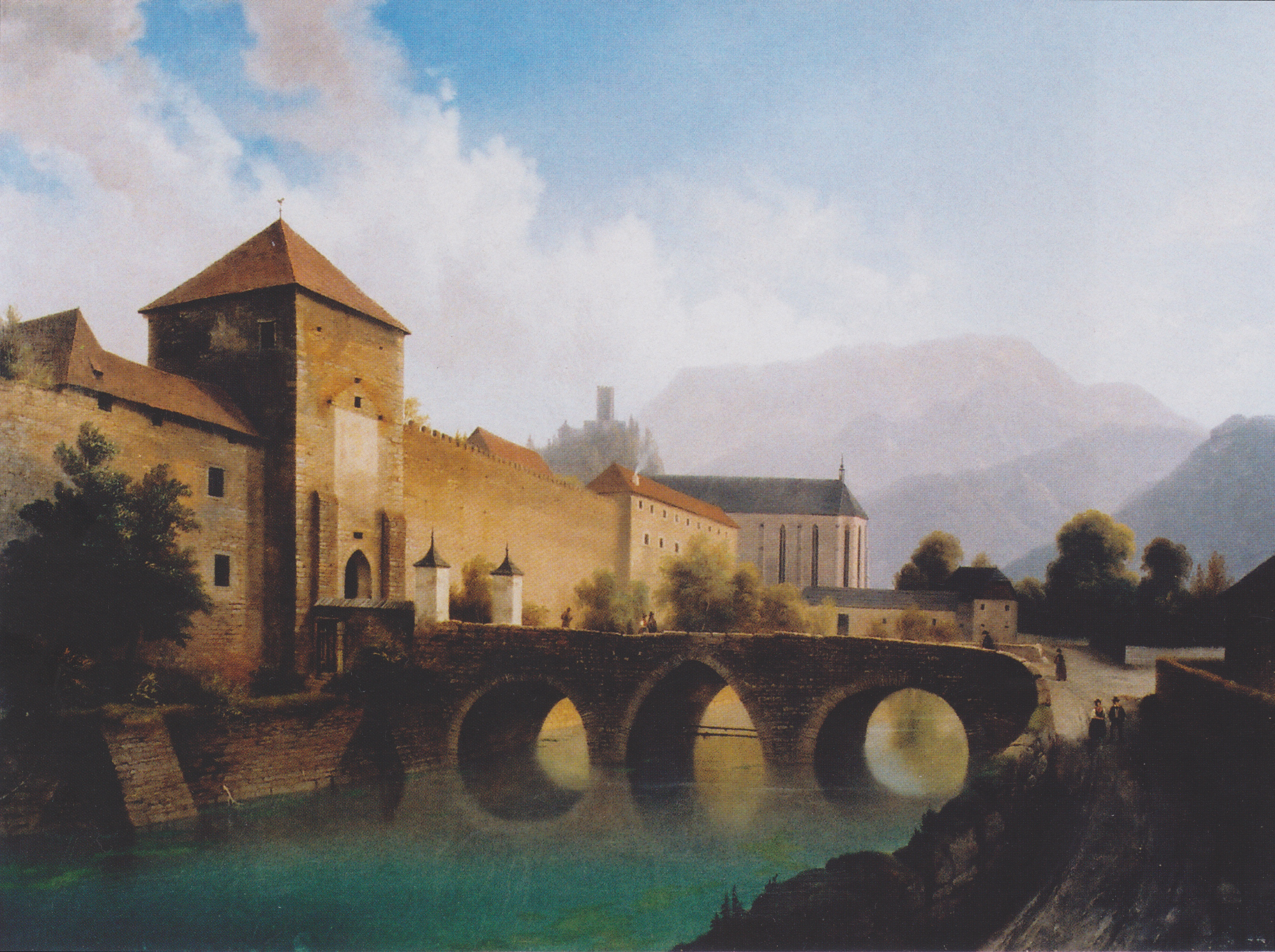
Stadtmauer, Torturm und Stadtgraben als Elemente der Stadtbefestigung in Friesach (Kärnten) auf einem Gemälde von Markus Pernhart aus dem 19. Jahrhundert

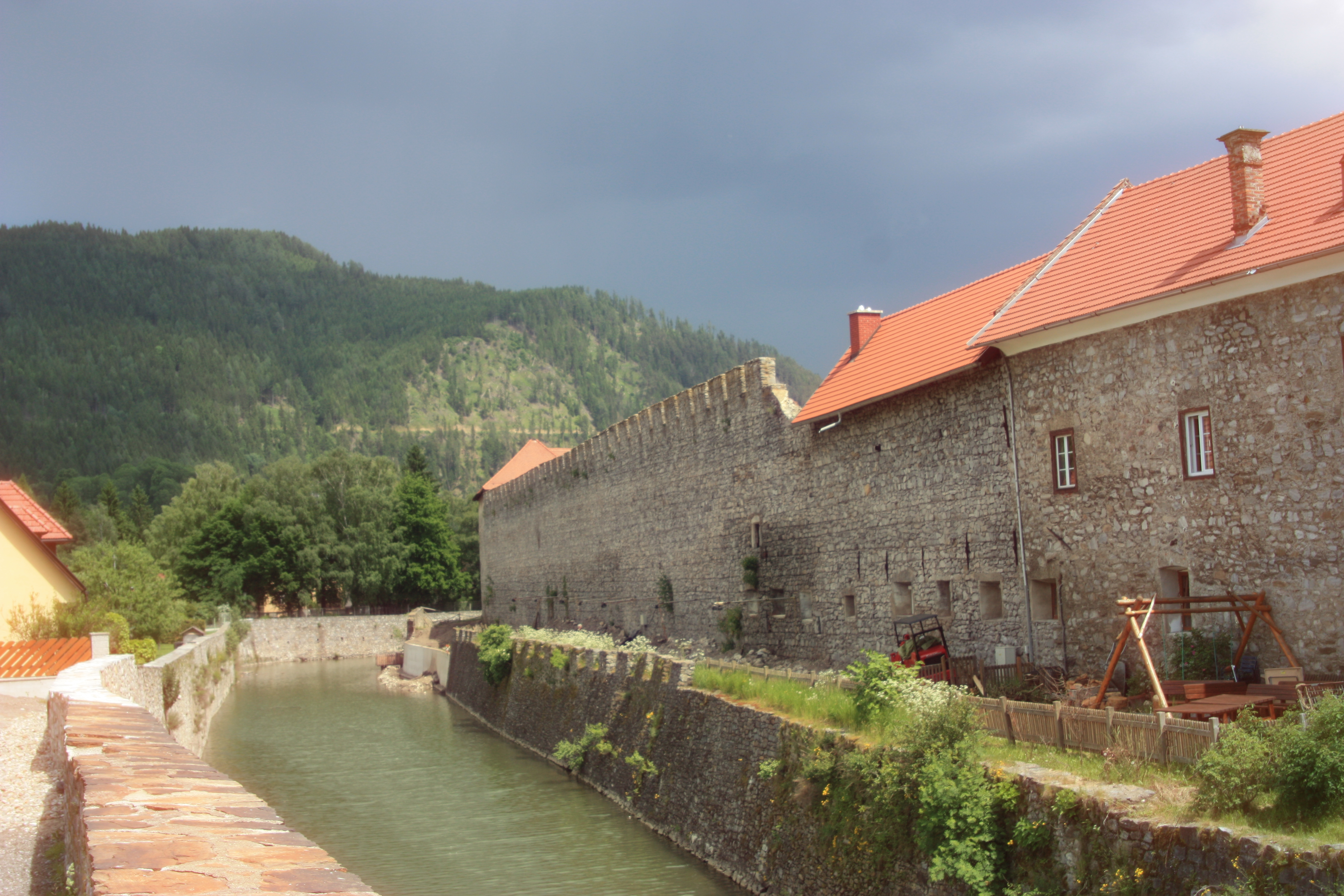
Nordteil des Stadtgrabens in Friesach (Kärnten) bei dem sogenannten Fürstenhof

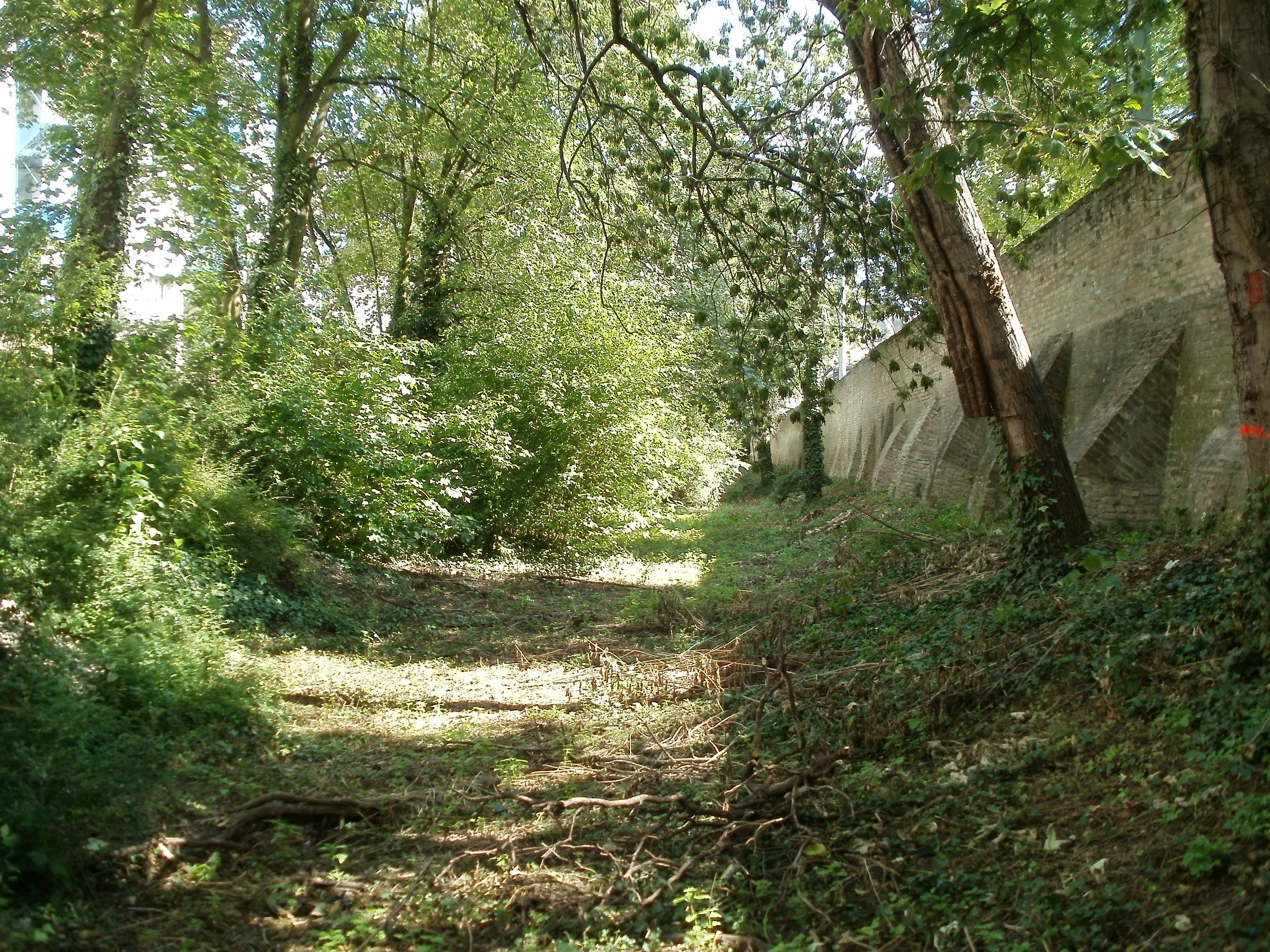
Kontreeskarpemauer des Postgrabens, ein Relikt der Speyerer Stadtbefestigung. Gut zu sehen die soliden Stützen.

Der Stadtgraben als Teil der Stadtbefestigung war ein Annäherungshindernis im unmittelbaren Vorfeld einer mittelalterlichen Stadt. Der künstlich angelegte Graben konnte das Stadtareal vollständig umschließen oder partiell an besonders gefährdeten Stellen von der Umgebung abriegeln. Durch den Graben wurden Angreifer daran gehindert, unmittelbar an die Stadttore oder die Stadtmauer zu gelangen. Insbesondere der Einsatz von schwerem Belagerungsgerät, wie Wandelturm oder Rammbock, konnte dadurch effektiv behindert werden.
Je nach Geographie und Lage der Wasserläufe wurden Stadtgräben als Wasser- oder Trockengräben angelegt. Die Versorgung eines Stadtgrabens mit fließendem Wasser setzte sowohl eine ausreichende Befestigung des Grabens und der Grabenwände mit Steinen voraus, als auch einen viel Wasser führenden Bach, der an das Grabensystem angeschlossen werden konnte. Beide Voraussetzungen waren im Fall des Stadtgrabens in Regensburg erfüllt, wo der wasserreiche Vitusbach nicht nur eine ausreichende Wasserversorgung des Stadtgrabens sicherte, sondern sein Wasser mit Hilfe von im 20 m. breiten Stadtgraben verlaufenden, später teilweise eigens verrohrten Wasserleitungen auch in Stadtteile geleitet wurde, wo Wasser z. B. für Landwirtschaft, Viehtränke oder zur Säuberung von Vieh benötigt wurde.
Große Teile eines Stadtgrabens sind erhalten, bzw. im Verlauf noch heute ersichtlich oder zumindest durch Anpflanzungen, Vertiefungen und Brücken erkennbar in
- Breslau: Stadtgraben in Breslau
- Lübeck: Lübecker Stadtgraben
- Düsseldorf: Stadtgraben (Düsseldorf)
- Emden: Emder Stadtgraben
- Breslau: Stadtgraben in Breslau
- Görlitz: Stadtgraben
- Ahrweiler: Stadtgraben
- Kronach: Stadtgraben
- Kulmbach: Schießgraben
- Stadtgraben (Nürnberg)
- Regensburg
- Meiningen: Wallgrabensystem
- Nördlingen (Bayern)
- Friesach (Kärnten) und
- Schrobenhausen: Stadtwall Schrobenhausen

Stadtgräben wurde vielfach mit Stützmauern stabilisiert, wobei die Futtermauer, die der Stadtbefestigung zugewandt ist, im Festungsbau als Eskarpemauer, die Mauer zur stadtabgewandten Seite als Kontreeskarpemauer bezeichnet wird.